# Cella, Tây Ban Nha
Cella là một đô thị trong tỉnh Teruel, Aragon, Tây Ban Nha. Theo điều tra dân số 2006 (INE), đô thị này có dân số là 2.935 người.